# District de Meaux
Le district de Meaux est une ancienne division territoriale française du département de Seine-et-Marne de 1790 à 1795.
Il était composé des cantons de Meaux, Claye, Crecy, Crouy, Dammartin, la Ferté, Lagny et Lizy.